# The Fruit Machine (pel·lícula de 1988)
The Fruit Machine (coneguda com Wonderland als Estats Units) és una pel·lícula de thriller britànica de 1988 protagonitzada per Tony Forsyth, Emile Charles, Bruce Payne i Robbie Coltrane en el paper d'"Annabelle". La pel·lícula, que va ser dirigida pel Philip Saville, guanyador del BAFTA, tracta sobre dos amics adolescents gais que fugen d'un assassí de l'inframón i de la policia. Va ser produït per la companyia de televisió Granada Productions del Regne Unit. La pel·lícula mostra les carreres creixents dels actors Coltrane i Payne, així com un futur guanyador del Premi Oscar, el compositor Hans Zimmer, que va compondre la banda sonora.
La pel·lícula utilitza una combinació d'aventures, pel·lícula de col·legues, road movie i cinema dels anys 80 per abordar una sèrie de qüestions socials que eren rellevants per a l'època. Des del seu llançament, ha desenvolupat una seguidors de culte principalment a causa de la seva representació directa dels joves gai britànics.

## Argument
Eddie i Michael són dos bons amics de 16 anys a la vora de l'edat adulta. Tots dos són gais, però tenen visions de la vida diametralment oposades. A l'Eddie li agrada veure pel·lícules antigues en vídeo amb la seva mare. En Michael li agraden els videojocs i el carrer. Són tan totals oposats que discuteixen com una parella d'antics casats. Deixant enrere la trista i opressiva realitat de Liverpool (a la dècada de 1980 les taxes d'atur a Liverpool eren de les més altes del Regne Unit), s'ensopeguen amb l'estrany món fantàstic d'una discoteca gai travesti anomenada The Fruit Machine, dirigit per "Annabelle". Allà, són testimonis d'un brutal assassinat per banda d'Echo que transforma la seva set d'aventura en una carrera per salvar les seves vides. Sols i amb por, però amb esperança, acaben a Brighton amb Vincent i Eve a Wonderland, on el seu camí està ple de manipulació, engany i assassinat.

## Repartiment
- Emile Charles - Eddie
- Tony Forsyth - Michael
- Robert Stephens - Vincent
- Robbie Coltrane - "Annabelle"
- Clare Higgins - Eve
- Bruce Payne - Echo
- Carsten Norgaard - Dolphin Man
- Kim Christie - Jean
- Louis Emerick - Billy
- Julie Graham - Hazel
- Forbes Collins - John Schlesinger

## Producció
El guionista de la pel·lícula, Frank Clarke, va dir "Echo l'assassí significa VIH/sida, i el delfinari n'és el santuari". El germà petit de l'actor Craig Charles, Emile Charles interpreta el paper d'Eddie.
La pel·lícula es va rodar a Liverpool, Brighton i Londres. El rodatge va començar l'octubre de 1987. S'hi van incloure escenes interiors i d'entrada principal a l'Britannia Adelphi Hotel, Liverpool. Flamingo Land a Kirby Misperton, North Yorkshire es va utilitzar per al parc d'atraccions conegut com Wonderland.
La banda sonora va ser escrita pel llavors nouvingut Hans Zimmer. Mai s'ha publicat oficialment una banda sonora; no obstant això, una peça de 20 minuts titulada The Fruit Machine Suite apareix a l'àlbum HANS ZIMMER: The British Years, una mostra del treball cinematogràfic anterior del compositor.
La seqüència de ball de discoteca utilitzava música tant de Divine, una drag queen que havia llançat diversos senzills a les llistes del Regne Unit a la dècada de 1980, com de Man 2 Man, utilitzant el seu èxit "Male Stripper". La cançó del títol de la pel·lícula va ser produïda per Stock, Aitken & Waterman i cantada per Paul Lekakis.

## Mitjans domèstics
La pel·lícula ha tingut dos llançaments en DVD. Al Regne Unit el 16 de juliol de 2007 i el 9 d'abril de 2009, Pro-Fun Media, amb seu a Alemanya, va llançar una edició remasteritzada digitalment gratuïta per a la regió en Pantalla panoràmica anamòrfica (1.66:1), inclòs un fullet i un tràiler. Mai es va materialitzar una versió en DVD nord-americana de Regió 1, només el VHS original titulat Wonderland.

## Recepció
Un crític de la revista londinenca Time Out va afirmar que 'Saville filma el guió de Frank Clarke amb una barreja d'estils, i el ritme de vegades marca, però, tanmateix, que 'és camp com el Nadal, i si poques vegades arriba al jackpot, jugar-hi és molt divertit'. Un altre ressenyador va assenyalar que va declarar que la pel·lícula és "un munt d'idees entrellaçades, fent un embolic muntanyós i crònicament increïble". David Hall va afirmar que la pel·lícula "és una mica una barreja", però que "les parts que brillen, però, són força belles, com també ho és la partitura exuberant del conegut compositor Hans Zimmer". Un ressenyador de Screen International va afirmar que la pel·lícula 'està tan plena d'idees i funciona a tants nivells, que algunes d'elles són inevitablement insatisfactories.' Un revisor de Variety va afirmar que 'dubtant entre la història d'amor i el thriller, la sàtira i la militància ecològica, la pel·lícula es mou entremig i mai es compromet del tot'. David Kehr va afirmar que "Les opcions de Saville són constantment desvergonyides, la pel·lícula finalment insufrible". Hal Hinson es va queixar que elements de la pel·lícula no va sumar i l'escriptor Clarke va tenir una "visió excessivament preuada de la sexualitat d'Eddie".